# Jacint Sala i Codony
Jacint Sala Codony (Manlleu, 24 de novembre de 1945 - Manlleu, 13 de febrer de 2022) va ser un poeta i dramaturg català.

## Biografia
Llicenciat en Pedagogia per la Universitat de Barcelona, va ser membre del cercle literari Cau Faluga i va treballar com a mestre de català.
La seva poesia ha estat premiada en repetides ocasions. Entre altres guardons, va obtenir el Ciutat d'Olot de Poesia (1980, 1982 i 1984), el Ciutat de Terrassa (1981), el premi Consol Colell de Suïssa (1982), el de Calldetenes (1984), el Ciutat de Palma (1985), la Viola d'Or i Argent (1986), la Flor Natural (1987 i 1993) i l'Englantina d'Or (1990) als Jocs Florals de Barcelona, el premi Miquel de Palol (1988), el Grandalla d'Andorra (1985 i 1995) i el XXV Premi de poesia Mn. Narcís Saguer, Vallgorguina. També ha obtingut el XXXVI Premi de Poesia Catalana Josep Maria Lopez-Picó de la vila de Vallirana, 2011; el XIV Premi de Poesia Parc Taulí i el 36è Premi Marià Manent, per l'obra La destral.

## Obres
- Cants de cada vegada. El Cingle, 1985
- Adàgio per a un centaure. Calldetenes: Ajuntament, 1985
- El xerrac i la subtilesa. Moll, 1985
- Orbs d'alimares. El Mall, 1985
- Memòria de Castàlia. Aubert, 1985
- Les ombres, Laocoont, les ombres. Columna, 1989
- Si vols, Virgínia, aquesta nit escoltarem Beethoven. Edicions 62, 1989
- Vent de marbre. Ausa, 1991
- Quadern de magranes. Moll, 1991
- Filferros de llum. Columna, 1994
- Morir a Guadalest. Caixa de Pensions, 1996
- Manicomi. Emboscall, 2009
- Llum, encara: Témenos edicions, 2010
- HomesQue. Pagès Editors, 2011, Premi de Poesia Parc Taulí
- Amb un cordill de cànem. Onada Edicions, 2012
- calabruixa & farigola, Témenos edicions, 2012
- La visita, Viena Edicions, 2012
- Són les sis (Nou cançoner de Ripoll). Editorial Digital Neurosi, 2014. Guanyador dels Premi Literari Abat Oliba 2013
- La destral. Viena Edicions, 2013
- Me'n vaig. Pagès editors, 2013
- Vella tardor. Témenos edicions, 2015
- Vanitoses cendres. Témenos edicions, 2017
- ema. Témenos edicions, 2018